# Cymbalophora pudica
Cymbalophora pudica là một loài bướm đêm thuộc phân họ Arctiinae, họ Erebidae. Nó được tìm thấy ở Nam Âu và miền tây Bắc Phi.
Sải cánh dài 35–42 mm. Bướm mọc cánh từ tháng 8 đến tháng 9 tùy theo địa điểm.
Ấu trùng ăn nhiều loại cỏ và Taraxacum officinale và other low growing plants.

## Hình ảnh

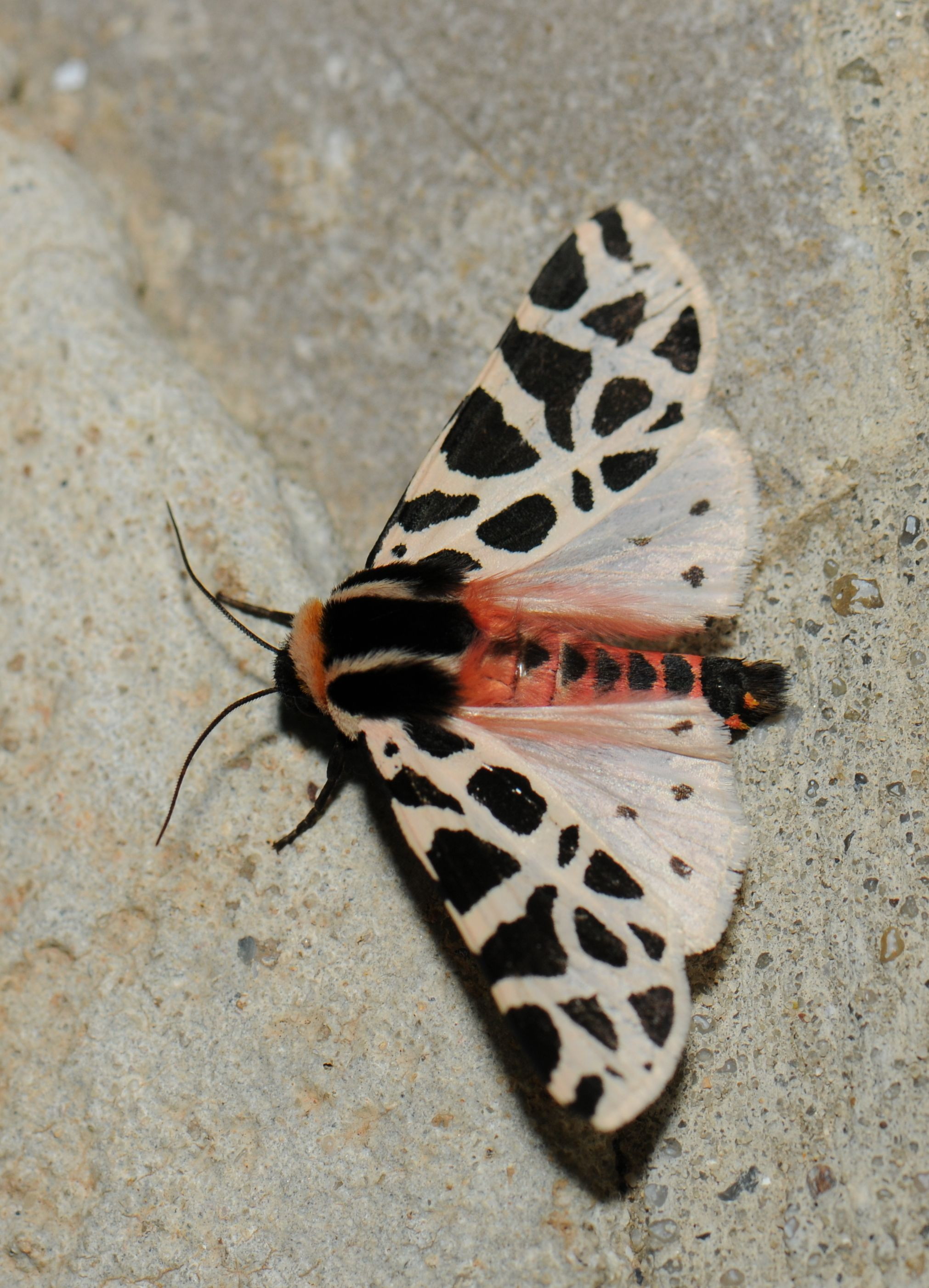
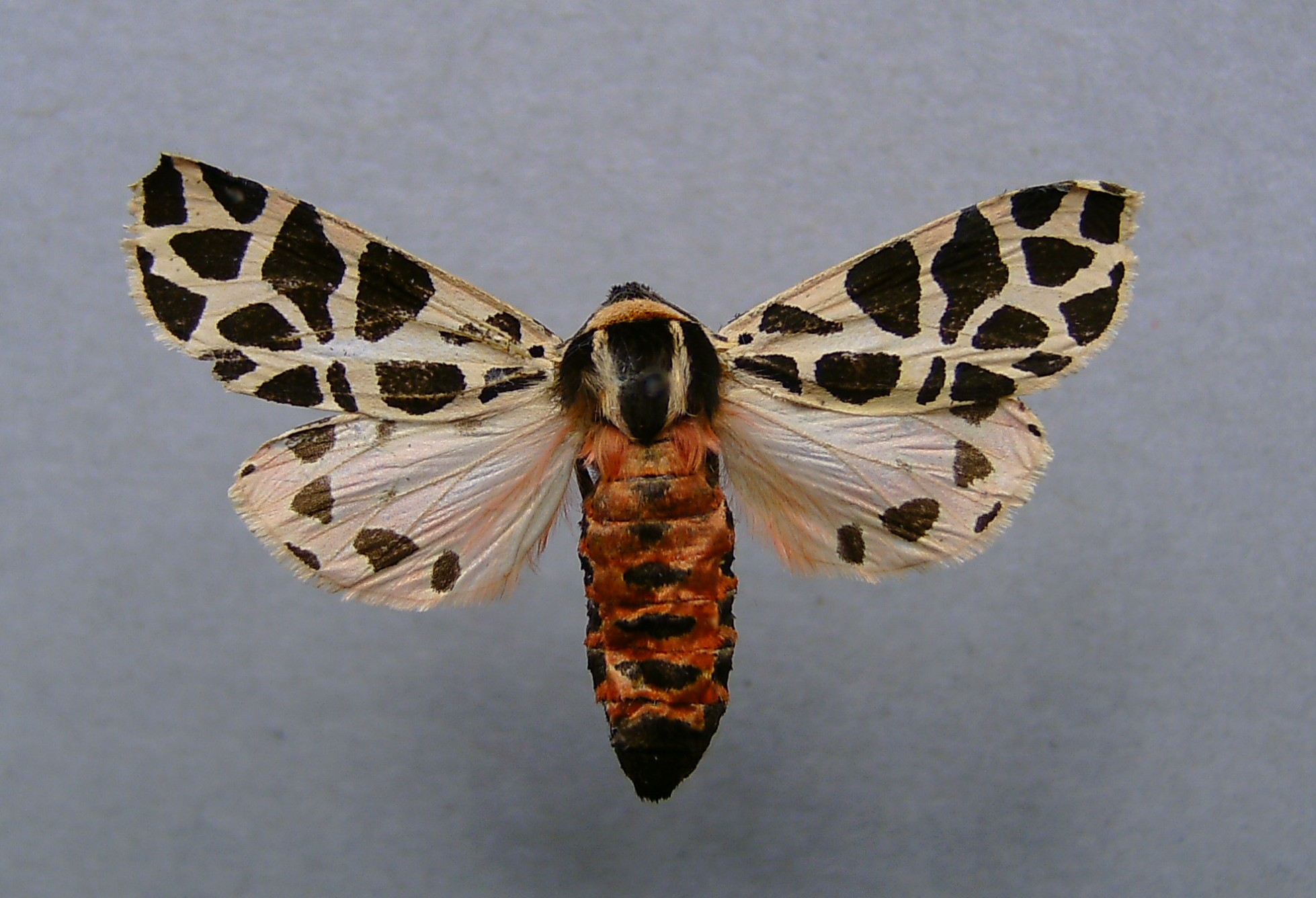
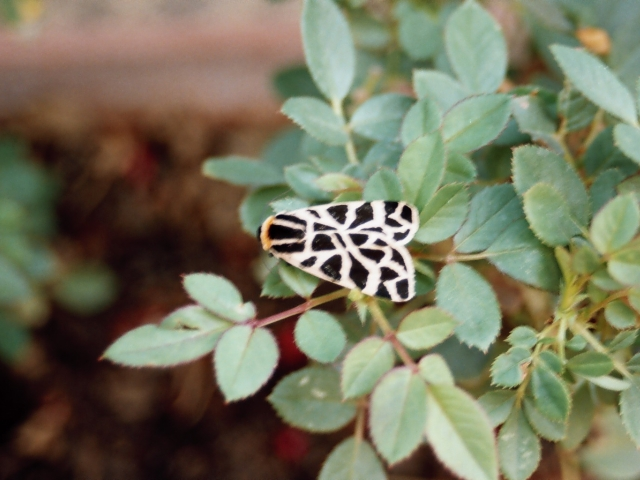